# Batrachospermella
Batrachospermella Gaillon, 1833  é o nome botânico de um gênero de algas vermelhas pluricelulares da família Batrachospermaceae.

## Espécies
Apresenta uma única espécie:
- Batrachospermella moniliformis Gaillon, 1833